# 개발수입방식
개발수입방식(開發輸入方式)은 선진국이 저개발국으로부터의 수입을 촉진하기 위해 자금과 기술제공을 통해 선진국 수요에 적합한 생산물을 육성하는 원조방식이다. 이에 따라 개발 도상국의 산업이 근대화되고 한편, 선진국 측으로서도 수출입 증진에 기여하고자 하는 것이다. 그 가운데에서도 PS방식(투하된 선진국 자본의 상환을 개발 도상국 측의 생산물로 충당하는 방식.)이 가장 대표적이라고 할 수 있다.